# José Luis Suárez Molina
José Luis Suárez Molina (Tula, Hidalgo; 9 de diciembre de 1920 - Ciudad de México, 12 de julio de 2022) fue un político y abogado mexicano, miembro del Partido Revolucionario Institucional. Se desempeñó como diputado federal y Gobernador de Hidalgo de manera interina entre 1976 y 1978.

## Biografía
José Luis Suárez Molina estudió en el Heroico Colegio Militar donde se graduó como subteniente en 1943, muy cercano a uno de los principales políticos hidalguenses, Javier Rojo Gómez, prácticamente se había criado en la casa de este por lo que era tenido por miembro de su familia; por su influencia, se inició pronto en actividades políticas que lo llevaron en 1951 a ser líder del PRI en Hidalgo y luego Líder Juvenil del PRI a nivel nacional el mismo año y en 1952 a ser electo diputado federal por el II Distrito Electoral Federal de Hidalgo a la XLII Legislatura que concluyó en 1955 y por segunda ocasión de 1961 a 1964 a la XLV Legislatura en representación del mismo II Distrito; fue delegado del PRI en varios estados, nuevamente Presidente estatal del PRI en Hidalgo de 1959 a 1961, Senador suplente y Administrador de la Aduana de Mexicali, Baja California.
En 1975 fue elegido Gobernador de Hidalgo Jorge Rojo Lugo —hijo de Javier Rojo Gómez—, que el 1 de diciembre de 1976 fue nombrado Secretario de la Reforma Agraria por el presidente José López Portillo, solicitando en consecuencia licencia a la gubernatura al Congreso de Hidalgo que se la concedió y nombró gobernador en sustitución a Suárez Molina; durante su ejercicio de la gubernatura que duró un año y medio, se enfrentó acremente con Rojo Lugo al negarse a seguir las directrices políticas señaladas por este y realizar movimientos y cambios sin consultar, en consecuencia Rojo Lugo retornó a la gubernatura el 1 de junio de 1978 y obligó a Suárez Molina a dejar el estado, terminando con ello su carrera política.